# Франгулян, Иван Семёнович
Иван Семёнович Франгулян (1887—1971) — советский хозяйственный, государственный и политический деятель, доктор медицинских наук, профессор.

## Биография
Родился в 1887 году в Тифлисе. Член КПСС с 1905 года.
С 1905 года — на хозяйственной, общественной и политической работе. В 1905—1971 годах — участник революции 1905—1907 годов в Закавказье, участник создания офицерских и солдатских комитетов в Февральскую революцию, организатор медицинской помощи восставшим рабочим и солдатам в Москве во время Октябрьской революции, участник Гражданской войны, студент медицинского факультета Московского университета, ординатор, заведующий отделом Наркомздрава Грузинской ССР, заместитель наркома Министерства здравоохранения Грузинской ССР, главный госсанинспектор Грузинской ССР, организатор медицинской помощи на Закавказском фронте и Черноморском военно-морском флоте во время Великой Отечественной войны, директор НИИ санитарии и гигиены Министерства здравоохранения Грузинской ССР.
Избирался депутатом Верховного Совета Грузинской ССР 2-го созыва.
Умер в Тбилиси в 1971 году.